# Mexipedium xerophyticum
Genre
Espèce
Classification phylogénétique
Statut CITES
Mexipedium xerophyticum est une espèce de plantes à fleurs de la famille des Orchidaceae (les orchidées), découverte en 1990 au Mexique. C'est la seule espèce décrite du genre Mexipedium.

## Description
C'est une orchidée de petite taille produisant des touffes de feuilles disposées en éventail, composées de 4 à 5 feuilles oblongues, vert franc et charnues. C'est au cœur de ses rosettes que naissent les inforescences. Portées par une tige grêle et courte les fleurs, au nombre de 2-3, s'épanouissent l'une après l'autre. Les fleurs possèdent le labelle renflé typique des Cypripedioideae, avec des pétales latéraux enroulés. Entièrement blanche, seul le staminode est rose. La plante produit beaucoup de stolons.

## Synonymes
- Phragmipedium xerophyticum Soto Arenas, Salazar & Hágsater
- Paphiopedilum xerophyticum (Soto Arenas, Salazar & Hágsater) V.A.Albert & Börge Pett.

### Mexipedium
- (en) Catalogue of Life : Mexipedium V.A.Albert & M.W.Chase (consulté le 7 avril 2023)
- (en) NCBI : Mexipedium (taxons inclus)
- (en) CITES : Phragmipedium xerophyticum (Soto Arenas, Salazar & Hágsater) V.A.Albert & M.W.Chase, 1992  (+ répartition sur Species+) (consulté le 26 mai 2015)
- (en) GRIN : genre Mexipedium  V. A. Albert et M. W. Chase (+liste d'espèces contenant des synonymes)
- (fr + en) CITES : genre Mexipedium (sur le site de l’UNEP-WCMC)

### Mexipedium xerophyticum
- (en) Catalogue of Life : Mexipedium xerophyticum (Soto Arenas, Salazar & Hágsater) V.A.Albert & M.W.Chase (consulté le 17 décembre 2020)
- (en) NCBI : Mexipedium xerophyticum (taxons inclus)
- (en) Tropicos : Mexipedium xerophyticum (Soto Arenas, Salazar & Hágsater) V.A. Albert & M.W. Chase  (+ liste sous-taxons)